# باسم الربيعي
باسم عبد الزمان مجيد الربيعي (1971-) سياسي عراقي شغل منصب وزارة العمل والشؤون الاجتماعية في حكومة عادل عبد المهدي في يوم 24 أكتوبر، 2018. حاصل على الدكتوراه في القانون الجنائي من جامعة بغداد لعام 2001.

## أهم محطات الخبرة الوظيفية
- معاون مدير عام قسم الاتفاقيات الدولية في الأمانة العامة لمجلس الوزراء.[3]
- تدريس مادة أصول المحاكمات الجزائية في كلية اليرموك الجامعة 2001-2002
- إدارة الدائرة القانونية في مجلس الأمن الوطني 2005-2010
- عضو لجنة اعداد إستراتيجية الأمن الوطني

## الخبرات العلمية
- لجنة أعداد إستراتيجية مكافحة الفساد
- لجنة اعداد قانون التفويض الأمني والاستخباري
- لجنة متابعة تنفيذ الاتفاقيات الدولية
- لجنة متابعة اللجان الدولية المشتركة
- لجنة القانون الدولي الإنساني